# Muridke
Muridke é uma cidade do Paquistão localizada na província de Punjab.